# Jade Chung
Jade Chung, właściwie Jennifer Lemay (ur. 6 listopada 1984 w Guelph) – kanadyjska wrestlerka zawodowa, menadżerka i modelka wybiegowa chińsko-wietnamskiego pochodzenia.
Jako zapaśniczka, była zrzeszona w różnych federacjach wrestlerskich tj.: Border City Wrestling, Ring of Honor czy Pro Wrestling Guerrilla. Sama, była menadżerką różnych zapaśników jak np.: Frankie Kazarian, Alastair Ralphs, Skorpio Sky, czy Mr. Hughes.

## Dzieciństwo i kariera w modelingu
Urodziła się w Guelph, w kanadyjskiej prowincji Ontario, jako córka wietnamsko-chińskich emigrantów. Karierę z modelingiem zaczęła, w wieku 12 lat. Wówczas, pozowała głównie do wietnamskich dzienników modowych. W 2002 r., uzyskała tytuł, „Cover Girl”, w ramach zwycięstwa w konkursie, zorganizowanym przez wietnamskie czasopismo „Thoi Moi”. W związku z wygraną, w następnym roku, jej zdjęcia ukazały się na okładkach dwóch numerów tego magazynu. Chung, była jedną z kilkuset występujących na gali „Imporfest 2003”, w Toronto. Była jedną z finalistek kanadyjskiego konkursu miss piękności dla dziewczyn wietnamskiego pochodzenia. Za sprawą swoich dotychczasowych osiągnięć, została zauważona i wystąpiła w teledysku do singla Ashanti Douglas zatytułowanego „Rain on Me”.

## Wrestling i menadżerstwo
Wrestlingiem interesowała się od dzieciństwa. Będąc licealistką, często oglądała walki toczone w ramach WWE. Przekonała się do trenowania wrestlingu, po spotkaniu z Beth Phoenix i Traci Brooks na jednym z eventów wrestlerskich. Za sprawą znajomych, którzy profesjonalnie trenowali wrestling zdołała przeniknąć do kręgu wrestlerów, co pozwoliło jej brać udział w walkach będąc początkowo niezrzeszoną w żadnej federacji.
W międzyczasie pracowała na rzecz promocji wizerunku wrestlerów Scotta D’Amore czy Shane’a Douglas’a. Podczas gali A Night Appreciation for Sabu występowała, na deskach ringu promując i zagrzewając do walki Alastair’a Ralphs’a, który wygrał gale, zdobywając tytuł „BCW” w wadze ciężkiej. Zwycięstwo Ralphsa, otworzyło Chung drzwi do światowego profesjonalnego wrestlingu, zarówno jako menadżerki, jak i w odbywaniu własnych profesjonalnych walk.

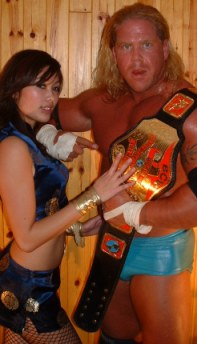
Jade Chung jako menadżerka Alastaira Ralphsa, kiedy zdobył tytuł „BCW Can AM” w wadze ciężkiej

### Federacja Ring of Honor
Na początku 2005 roku dołączyła do stajni The Embassy, zajmując miejsce Lauren Williams, która była dotychczas członkinią tego ugrupowania. Była u boku Jimmy’iego Rave’a, w trakcie gali Manhattan Mayhem, podczas jego pojedynku z CM Punkiem. Później, w wyniku porażek swoich partnerów wrestlerskich, została menedżerką Generation Next.

### Federacja Pro Wrestling Guerrilla
Towarzyszyła w rogu, swojemu partnerowi ringowemu B-Boyowi na gali „All Pro Wrestling Gym Wars”. Wówczas walczyła również wspólnie wraz ze swym partnerem Sky Scorpio, pokonując Frankie Khazariana. Towarzyszyła, również wielu innym partnerom ringowym, przyczyniając się czynnie do wygranych m.in.: Scotta Losta i Joeya Rayana.

### Wrestlerzy, których menadżerką była Chung
| - Shane Douglas - Conrad Kennedy III - A-1 - Scorpio Sky - Frankie Kazarian - Nate Mattson - Jimmy Rave | - AJ Styles - Mr. Hughes - Austin Aries - Jack Evans - Roderick Strong - The Human Tornado - Jake O’Reilly | - Phil Latio - „Buzzsaw” Brian Ireland - Dean „The Dream” Jablonski - Ryan Boz - „Bad Attitude” Brian Beech - „Metal Head” Steve Stone - B-Boy | - Eddie Venom - Carlton Kaz - Gutter - Chris Bosh - The Dynasty (Scott Lost & Joey Ryan) |

## Życie prywatne
W 2016 r. poślubiła gwiazdę wrestlingu, Josha Alexandra. Wystąpiła w kilku filmach i serialach (głównie dokumentalnych), tematyką skupiających się wokół walk wrestlingowych. Mimo wyraźnego przestoju (choć nie całkowitego) w karierze wrestlerki, jak i menadżerki wrestlerskiej, nadal aktywnie udziela się w środowisku m.in. udzielając wspólnie z mężem wywiadów dla włodarzy różnych federacji oraz sporadycznie biorąc udział w walkach.